# Bruno Arady
Bruno Gustavo Arady Mata (Montevideo, Uruguay, 1 de julio de 2007) es un futbolista uruguayo que juega de extremo en el Club Nacional de Football de la Primera División de Uruguay.

## Trayectoria

### Nacional
Debutó en el primer equipo tricolor el 19 de enero de 2024, en un amistoso disputado en el Gran Parque Central ante Colo-Colo. Su primer partido oficial fue el 22 de noviembre del mismo año en la victoria de su equipo ante Montevideo City Torque por las semifinales de la Copa AUF Uruguay 2024, disputando 11 minutos.
Convirtió su primer gol como profesional el 16 de febrero de 2025, en la goleada 5-1 ante Progreso, anotando el último gol de su equipo.

### Internacional
En 2025 fue convocado a la selección sub-18 para participar en la UEFA Friendship Cup en Suiza.